# Іхтіологічний заказник

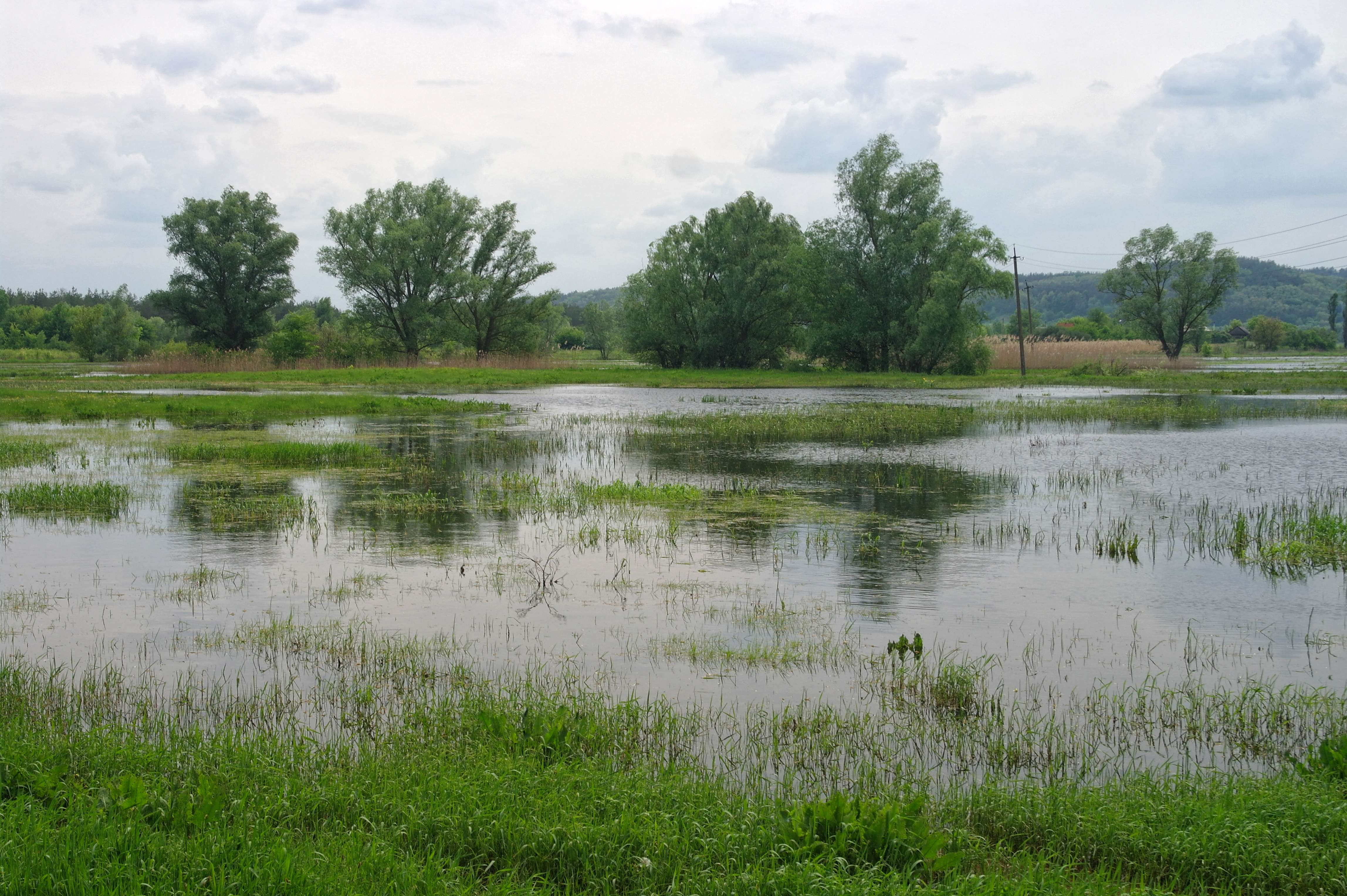
Іхтіологічний заказник місцевого значення Роський
(Черкаська область, Україна)

Іхтіологічний заказник — природно-заповідна територія, що створюється задля забезпечення охорони рибних запасів, місць проживання, нересту, нагулу молоді та для збереження і відтворення популяцій рідкісних та зникаючих видів іхтіофауни. Заказники даного типу відіграють важливу роль у збереженні цінних видів риб у зимову пору року.
В Україні станом на початок 2014 року існує 36 іхтіологічних заказників місцевого та жодного загальнодержавного значення, серед них:
- Касперівсько-Городоцький;
- Городоцько-Добрівлянський;
- Козівський;
- Деркульський;
- Донецький;
- Айдарський (Новопсковський район);
- Айдарський (Старобільський район);
- Роський.